# Brasserie Goudale
Brasserie Goudale is een brouwerij in Arques in het Franse departement Pas-de-Calais.

## Geschiedenis
In 1919 werden in Douai (Noorderdepartement) vier brouwerijen samengevoegd tot La grande brasserie des enfants de Gayant. Het bier Le Goudale werd in 1994 gelanceerd.
Vanaf 1955, na de overname van de brouwerij door Jean-Pierre d´Aubreby, steeg de productie van 26.000 hectoliter naar 100.000 hectoliter tien jaar later, tot 180.000 hectoliter in 2010.
In 1995 werd de naam van de brouwerij gewijzigd in Brasserie de Gayant, verwijzend naar de stadsreus Gayant. In 2001 werd Brasserie Jeanne d'Arc, gevestigd in Ronchin, overgenomen die de bieren Triple Secret des Moines, Grain d'Orge, Ambrée des Flandres, Septante 5 en Belzébuth produceerde. Het jaar daarop werd deze brouwerij omgedoopt tot Brasserie Grain d'Orge. De brouwerij in Rochin werd in 2005 gesloten en de productie overgebracht naar Douai, waarna de gebouwen gesloopt werden.
In 2010 verkocht de familie Aubreby, die sinds 1955 eigenaar was van de brouwerij, deze aan André Pecqueur, eigenaar van Brasserie de Saint-Omer. Er werd een investeringsprogramma van 3 miljoen euro aangekondigd voor 2010 en 2011. In maart 2014 werd in de brouwerij in Douai een nieuwe investering gedaan van vier gistingstanks van elk 2300 hectoliter.
In 2017 werd een volledige nieuwe brouwerij en bottelarij gebouwd in Arques om dichter bij die van Brasserie de Saint-Omer te zijn. De brouwerij wijzigde zijn naam naar Brasserie Goudale en de productie werd van Douai overgebracht naar de nieuwe site. De investering kostte 60 miljoen euro en de nieuwe brouwerij heeft een jaarlijkse productiecapaciteit van 1,5 miljoen hl.

## Bieren
- Le Goudale
- Secret des Moines
- Grain d'Orge
- La bière du Démon
- Abbaye du Lys
- Saint Landelin
- La Divine
- La Raoul
- Belzebuth
- La Géante
- Septante 5
- Celta

## Fotogalerij

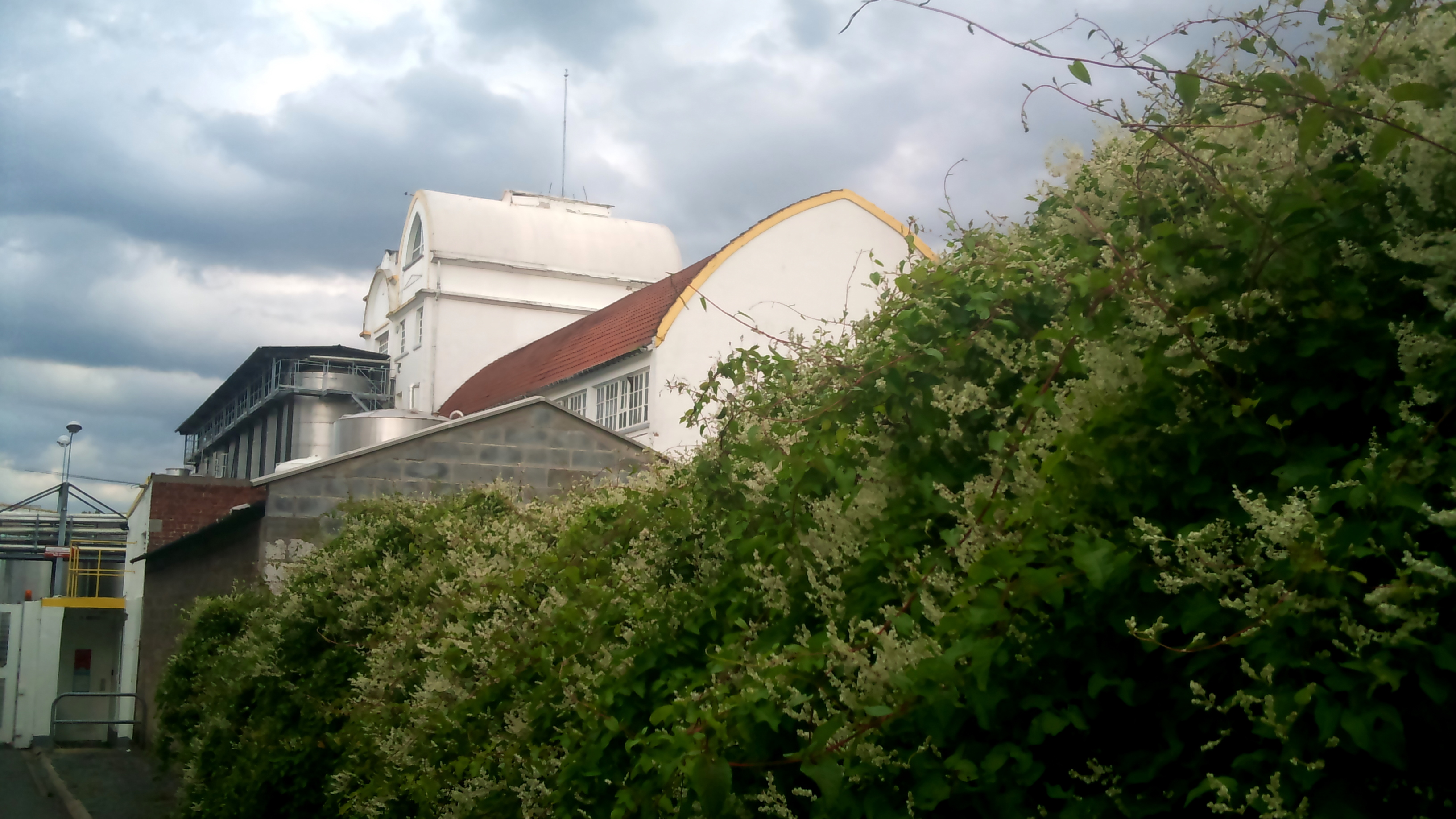
De voormalige Brasserie de Gayant in Douai
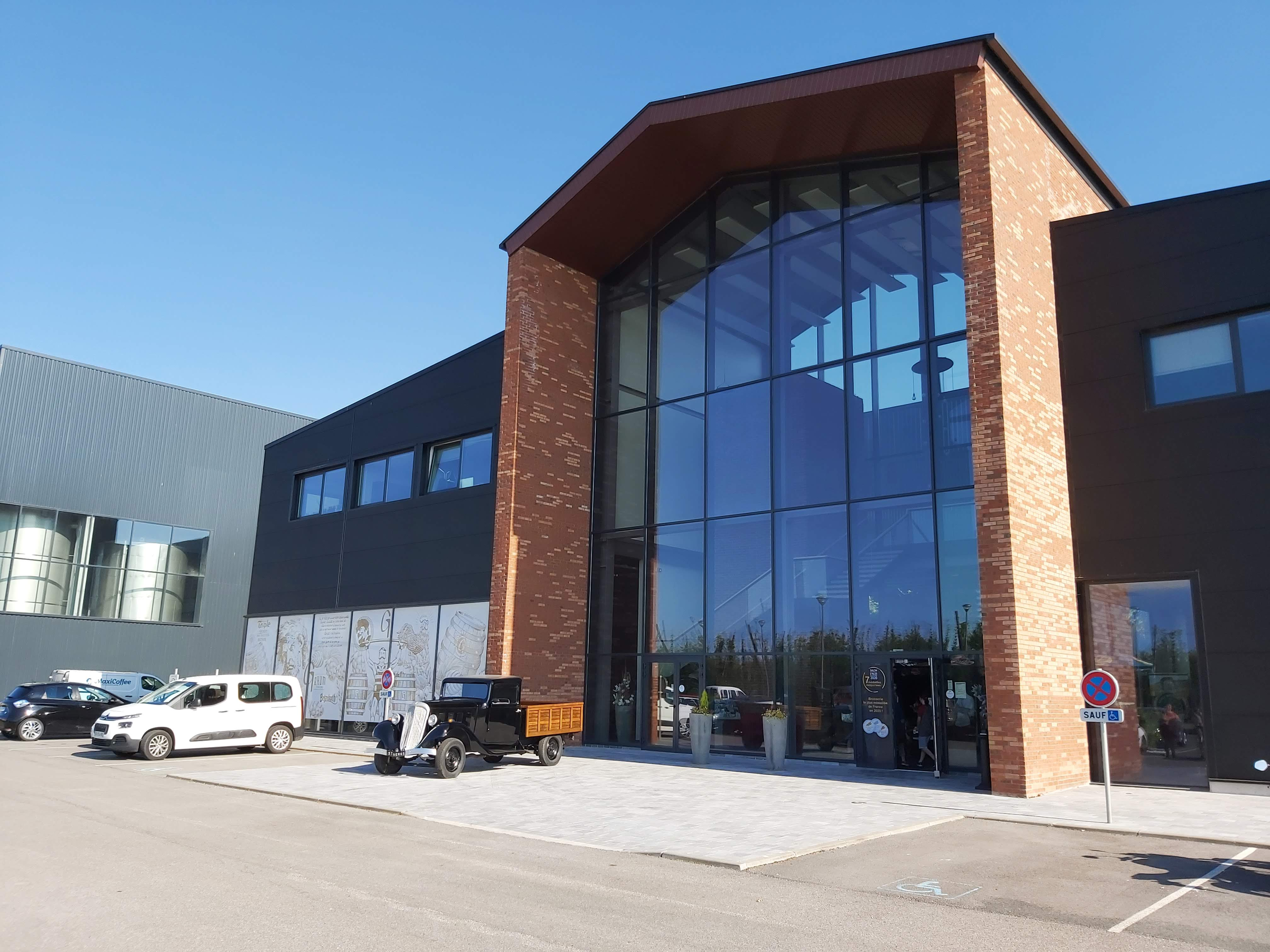
Brasserie Goudale anno 2020 hoofdingang
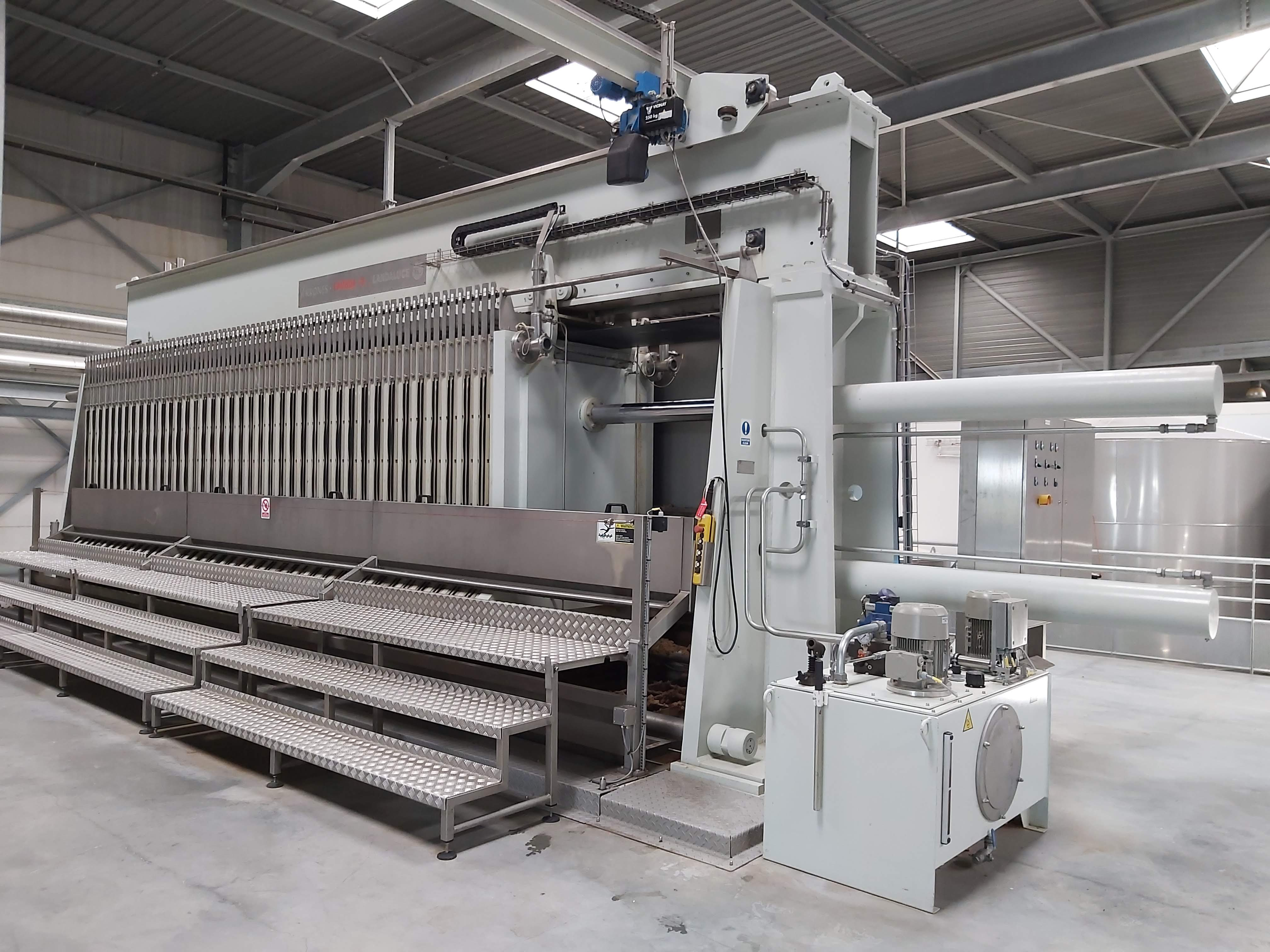
Bierfiltratie
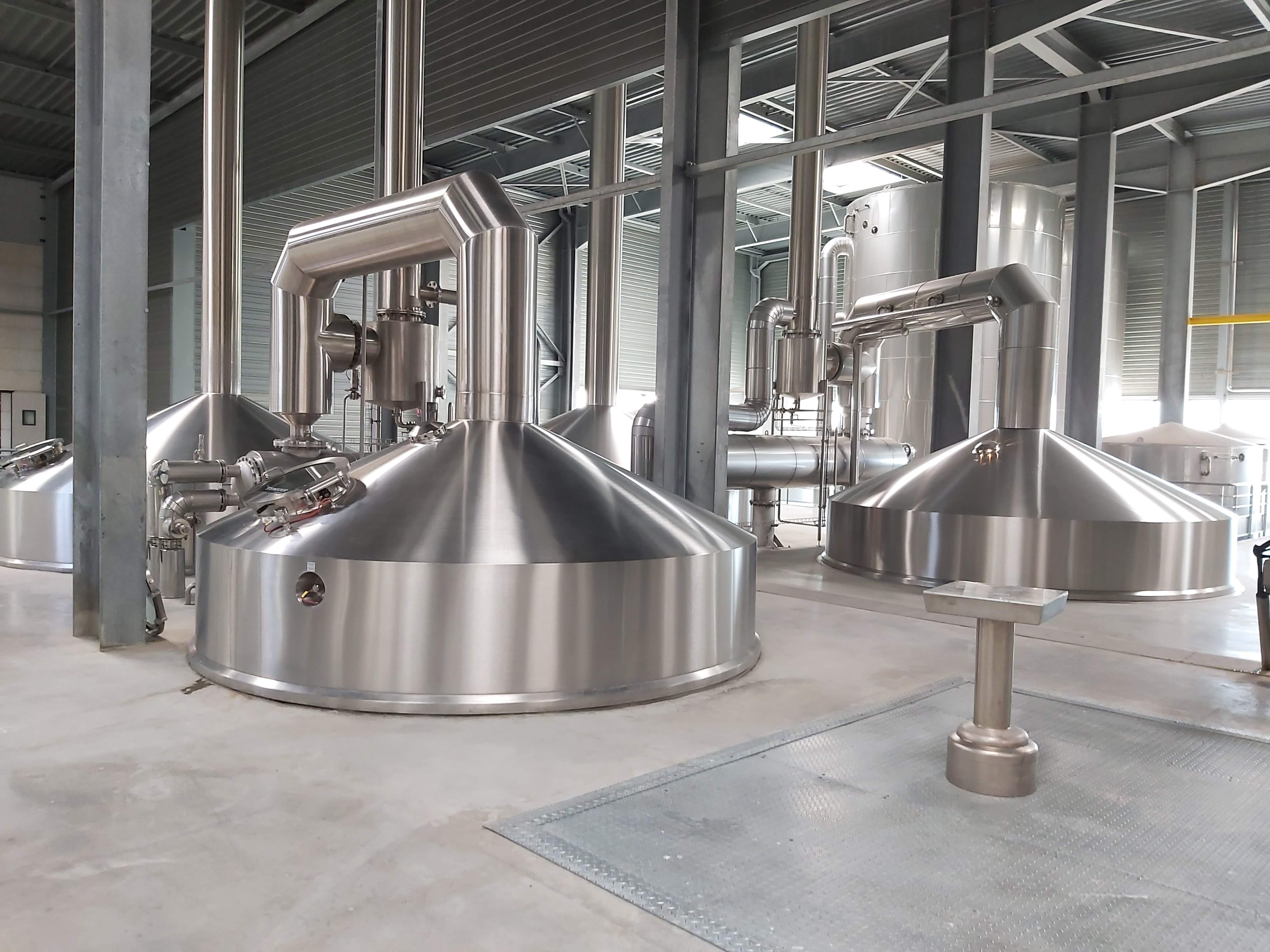
Brouwketels
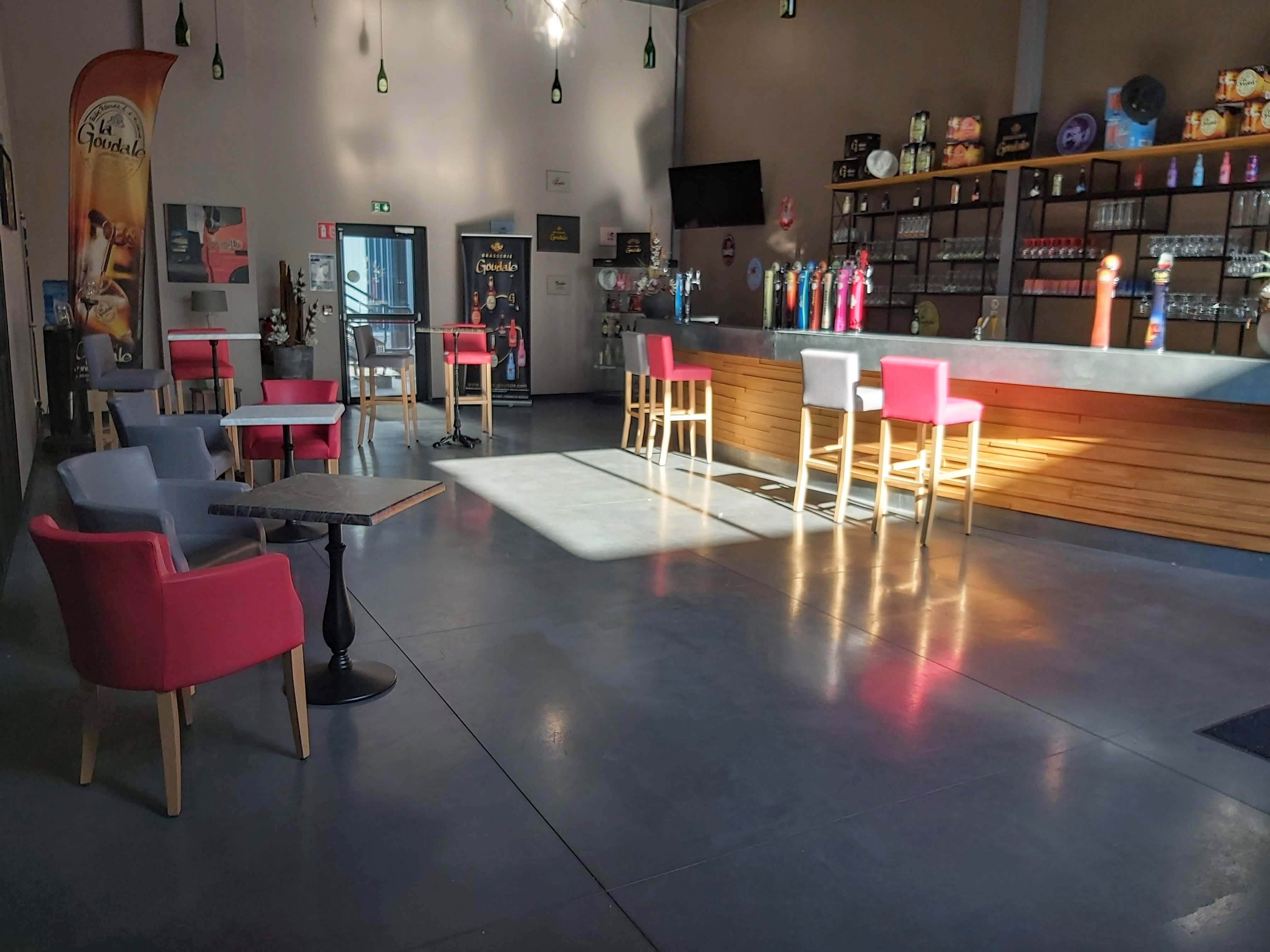
Degustatielokaal
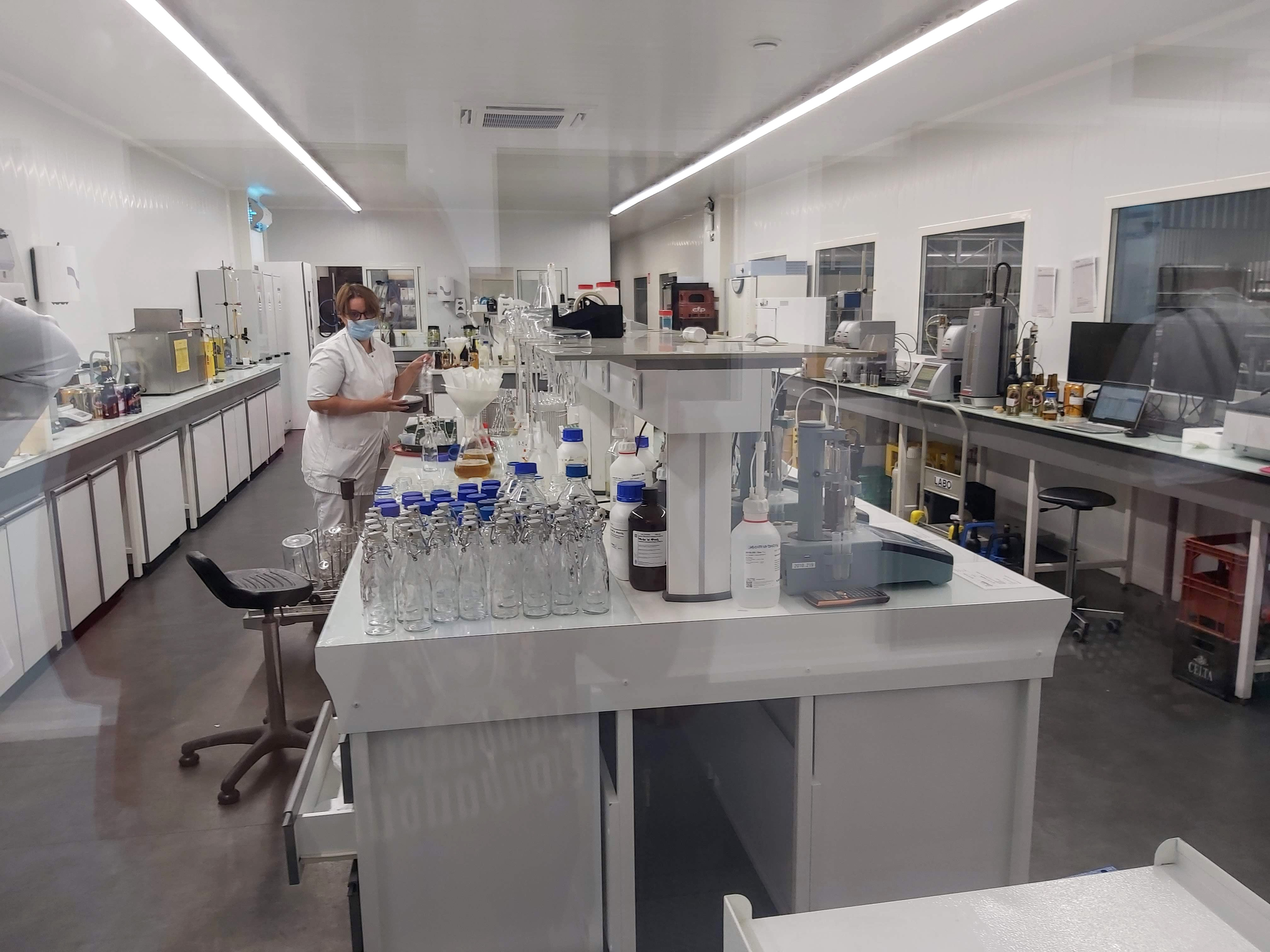
Laboratorium
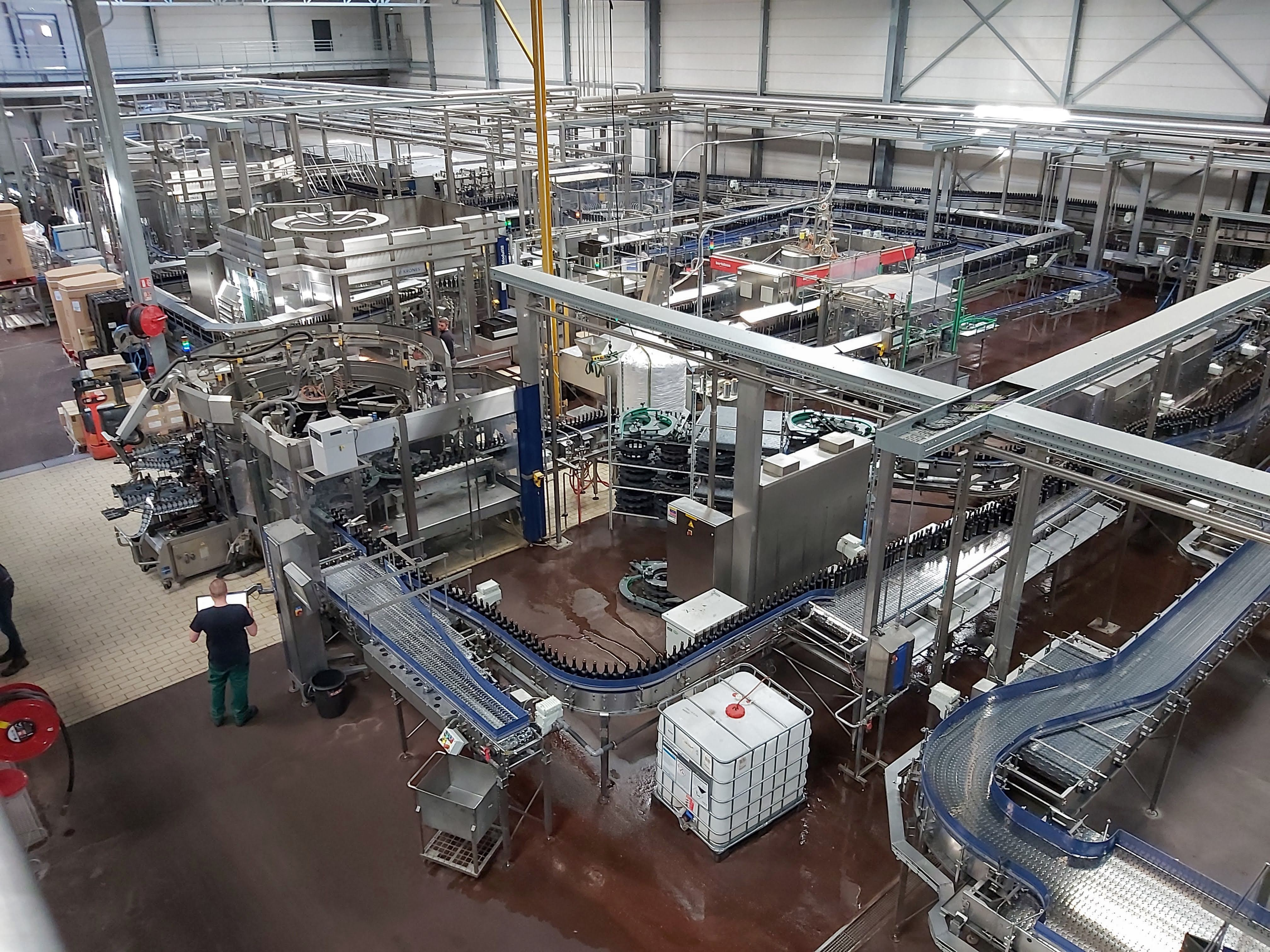
Deel van de bottelarij
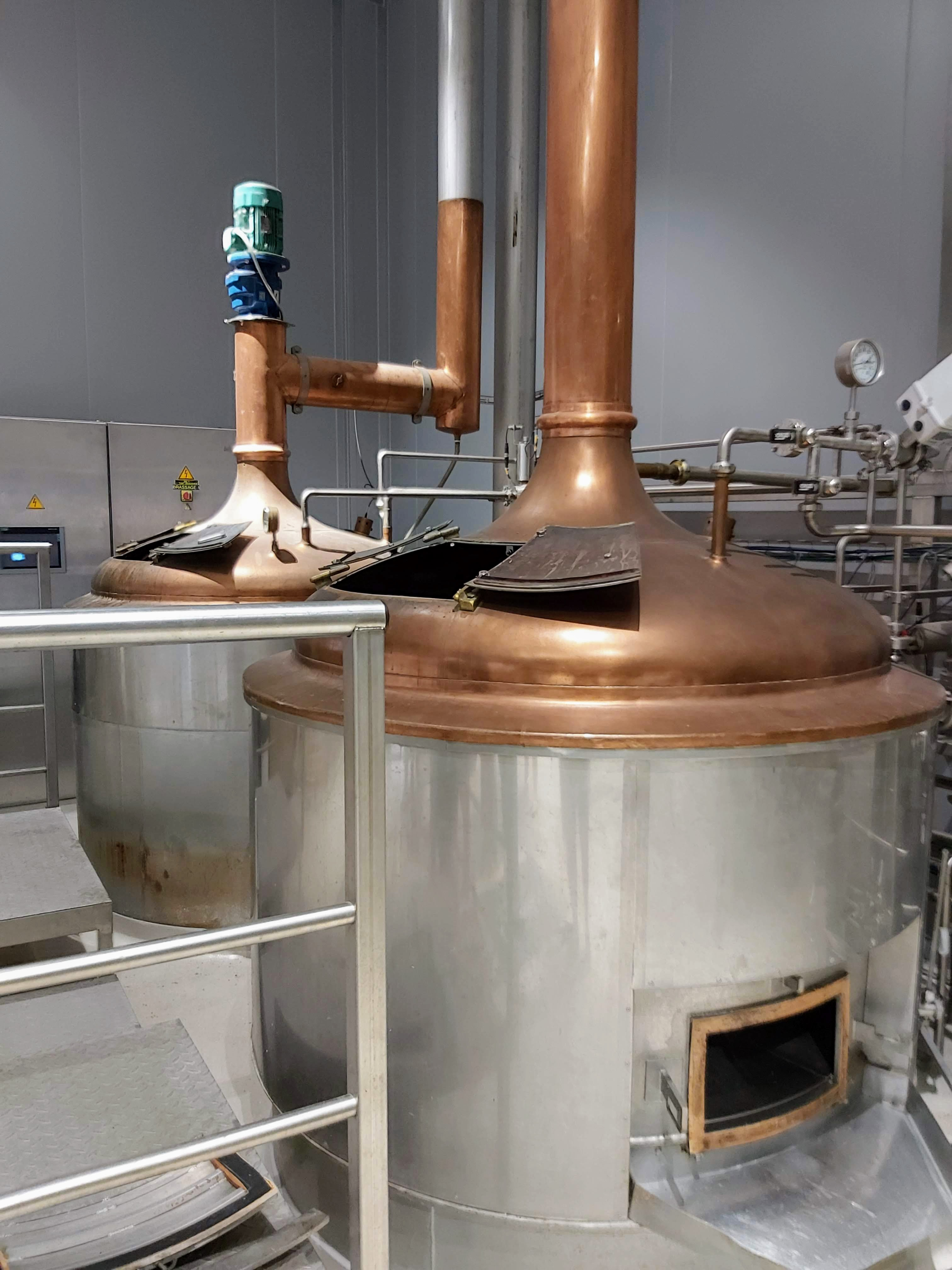
Kleine brouwerij voor proefbrouwsels
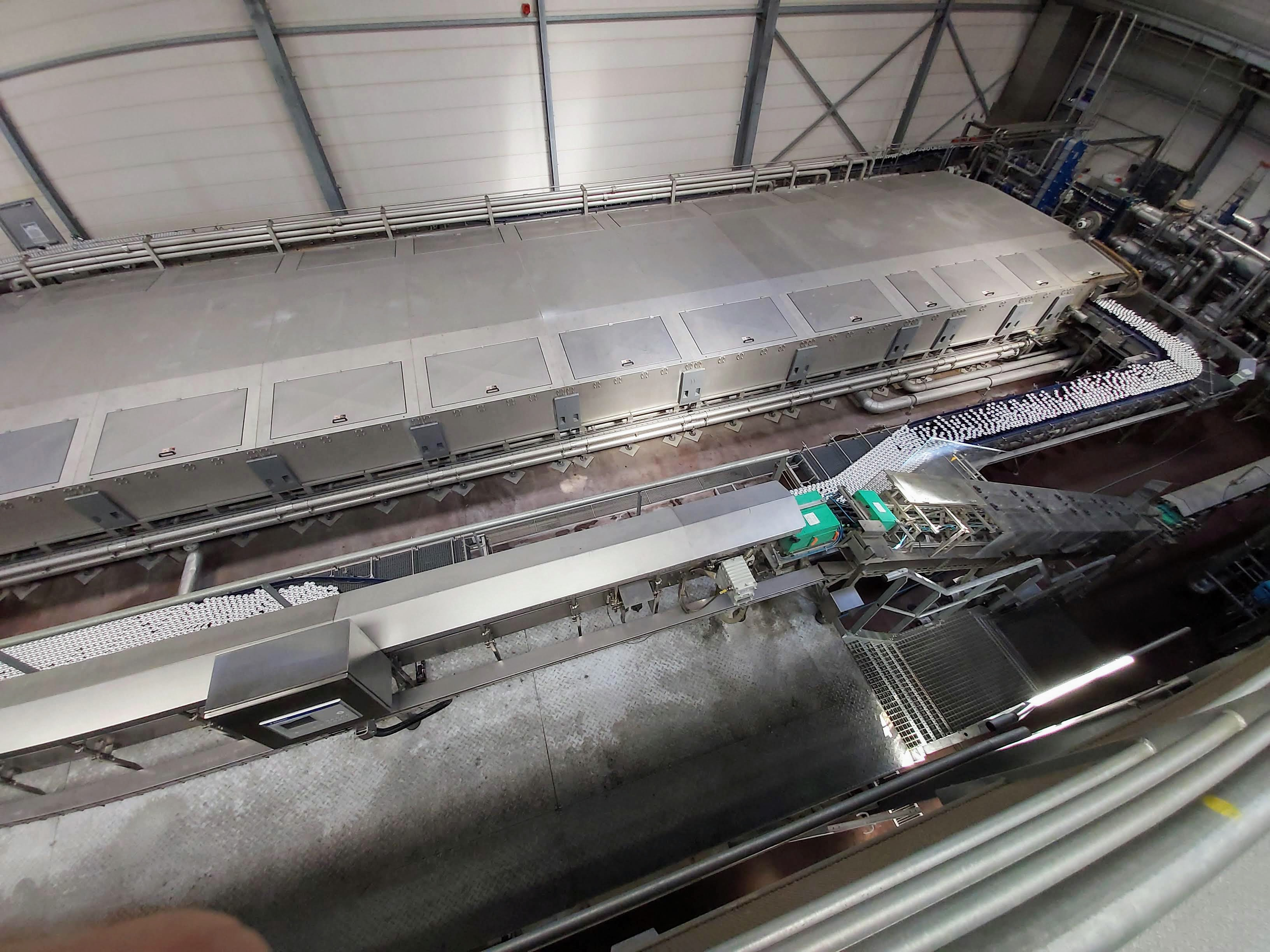
Pasteuristaie
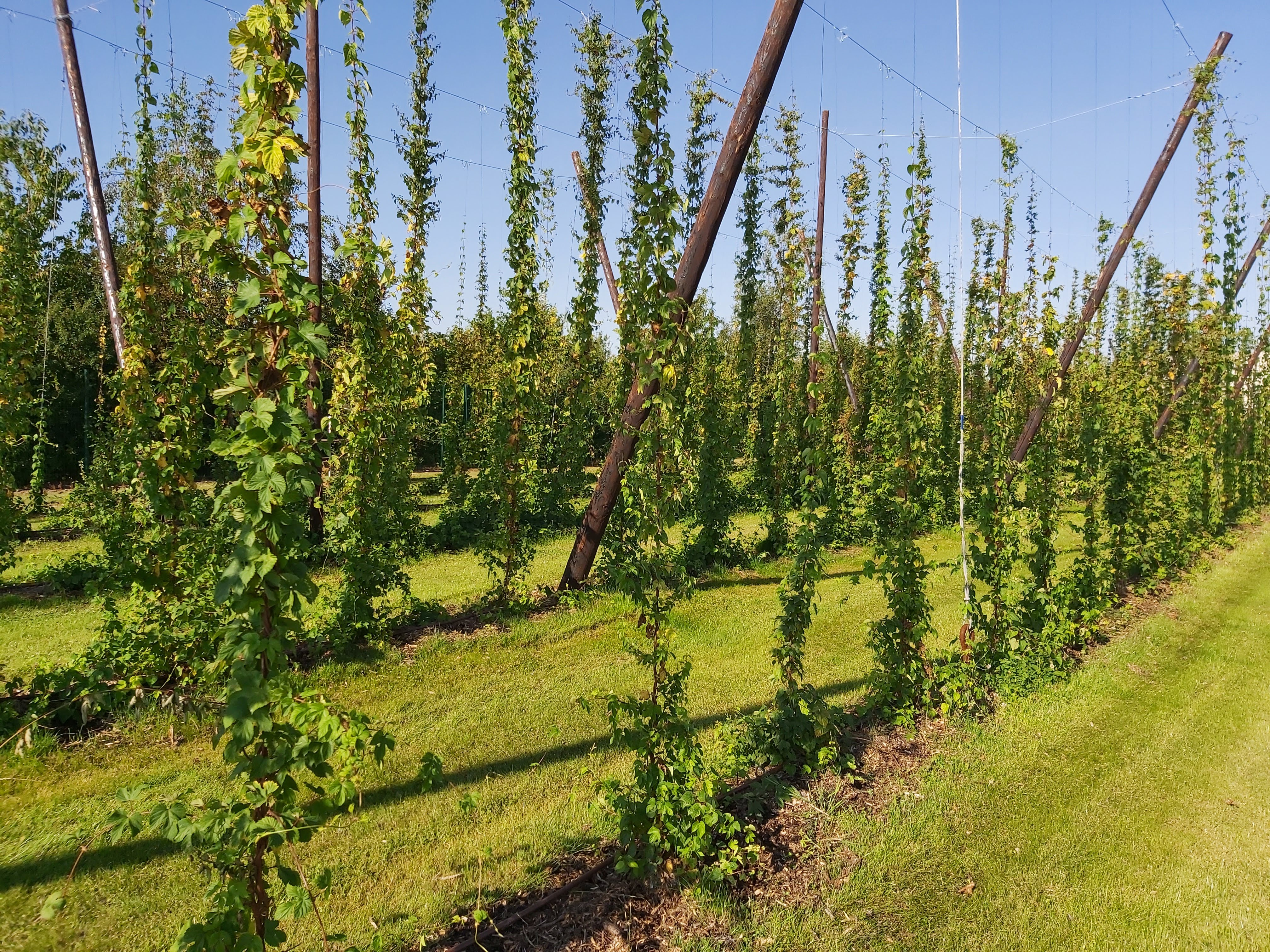
Klein hopveldje voor de brouwerij